# Ute Noack (sciatrice)
Ute Noack (Annaberg-Buchholz, 27 dicembre 1961) è un'ex fondista tedesca orientale.

## Biografia
In Coppa del Mondo ottenne il primo risultato di rilievo l'8 gennaio 1983 a Klingenthal (20ª) e come migliori piazzamenti due quarti posti.
In carriera prese parte a un'edizione dei Giochi olimpici invernali, Sarajevo 1984 (8ª nella 5 km, 15ª nella 10 km, 18ª nella 20 km, 8ª nella staffetta), e a una dei Campionati mondiali, Seefeld in Tirol 1985, vincendo una medaglia.

## Palmarès

### Mondiali
- 1 medaglia:
  - 1 bronzo (staffetta[1] a Seefeld in Tirol 1985)

### Coppa del Mondo
- Miglior piazzamento in classifica generale: 6ª nel 1985